# 瑞浪層群
瑞浪層群（みずなみそうぐん、英語: Mizunami Group）は、岐阜県南東部（東濃）に分布する、約2000万年前から約1500万年前にかけて堆積した新生代新第三紀中新世の地層である。

## 概要
瑞浪層群は岐阜県南東部の瑞浪市から土岐市周辺に広く分布している。岩相によって下位から土岐夾炭層、本郷層、明世層、生俵層に区分される。